# Titus Heydenreich
Titus Heydenreich (* 14. Dezember 1936 in Hamburg; † 23. Dezember 2013 in Hemhofen) war ein deutscher Romanist, Italianist und Hispanist.

## Leben und Werk
Heydenreich studierte Romanistik und Germanistik an der Universität Freiburg und an der Freien Universität Berlin, ferner in Madrid und Paris. Er wurde 1967 in Berlin promoviert mit der Arbeit Tadel und Lob der Schiffahrt. Zur Nachwirkung einer Ambivalenz in den romanischen Literaturen (erschienen u. d. T. Tadel und Lob der Seefahrt. Das Nachleben eines antiken Themas in den romanischen Literaturen, Heidelberg 1970) und habilitierte sich 1973 an der Universität zu Köln mit der Schrift Culteranismo und theologische Poetik. Die „Collusión de letras humanas y divinas“ (1637/1644) des Aragoniers Gaspar Buesso de Arnal zur Verteidigung Góngoras (Frankfurt am Main 1977).

Von 1974 bis 1977 war Heydenreich außerordentlicher Professor für Romanistik (Literaturwissenschaft) an der Justus-Liebig-Universität Gießen, von 1977 bis 2005 Ordinarius für Romanische Literaturwissenschaft an der Friedrich-Alexander-Universität Erlangen-Nürnberg (von 1986 bis 1990 auch Dekan). Rufen an die Universitäten Köln (1986) und Wien (1989) folgte er nicht. 1986 gründete er mit Helene Harth die Zeitschrift Zibaldone und war bis 2013 deren Mitherausgeber.

## Schriften
- als Herausgeber: Pedro Calderón de la Barca. (1600–1681). Beiträge zu Werk und Wirkung (= Erlanger Forschungen. Reihe A: Geisteswissenschaften. Bd. 28). Universitäts-Bund Erlangen-Nürnberg u. a., Erlangen 1982, ISBN 3-922135-25-0.
- als Herausgeber mit Jürgen Schneider: Argentinien und Uruguay (= Lateinamerika-Studien. Bd. 12 = Referate des interdisziplinären Kolloquiums der Sektion Lateinamerika des Zentralinstituts 06. 5). Fink, München 1983, ISBN 3-7705-2088-2.
- als Herausgeber mit José Manuel López de Abiada: Iberoamérica. Historia, Sociedad, Literatura. Homenaje a Gustav Siebenmann (= Lateinamerika-Studien. Bd. 13, 1–2). 2 Bände. Fink, München 1983, ISBN 3-7705-2154-4.
- als Herausgeber mit Jürgen Schneider: Paraguay (= Lateinamerika-Studien. Bd. 14 = Referate des interdisziplinären Kolloquiums der Sektion Lateinamerika des Zentralinstituts 06. 6). Fink, München 1984, ISBN 3-7705-2217-6.
- als Herausgeber in Verbindung mit Franz Josef Hausmann und Hinrich Hudde: Denis Diderot. 1713–1784. Zeit, Werk, Wirkung. Zehn Beiträge (= Erlanger Forschungen. Reihe A: Geisteswissenschaften. Bd. 34). Universitäts-Bund Erlangen-Nürnberg u. a., Erlangen 1984, ISBN 3-922135-38-2.
- als Herausgeber: Der Umgang mit dem Fremden. Beiträge zur Literatur aus und über Lateinamerika (= Lateinamerika-Studien. Bd. 22). Fink, München 1986, ISBN 3-7705-2408-X.
- als Herausgeber in Verbindung mit Egert Pöhlmann: Liebesroman – Liebe im Roman. Eine Erlanger Ringvorlesung (= Erlanger Forschungen. Reihe A: Geisteswissenschaften. Bd. 41). Universitäts-Bund Erlangen-Nürnberg u. a., Erlangen 1987, ISBN 3-922135-49-8.
- als Herausgeber: Kuba. Geschichte. Wirtschaft. Kultur (= Lateinamerika-Studien. Bd. 23 = Referate des interdisziplinären Kolloquiums der Sektion Lateinamerika des Zentralinstituts 06. 8). Fink, München 1987, ISBN 3-7705-2409-8.
- als Herausgeber mit Helene Harth: Sizilien. Geschichte. Kultur. Aktualität (= Romanica et comparatistica. 8). Stauffenburg, Tübingen 1987, ISBN 3-923721-58-7.
- Bibliographie der Hispanistik in der Bundesrepublik Deutschland, Österreich und der deutschsprachigen Schweiz. Bd. 1–9, 1988–2009, ZDB-ID 641311-0.
- als Herausgeber mit Peter Blumenthal: Glaubensprozesse – Prozesse des Glaubens? Religiöse Minderheiten zwischen Toleranz und Inquisition (= Erlanger romanistische Dokumente und Arbeiten. Bd. 1). Stauffenburg, Tübingen 1989, ISBN 3-923721-90-0.
- als Herausgeber: Chile. Geschichte, Wirtschaft und Kultur der Gegenwart (= Lateinamerika-Studien. Bd. 25 = Referate des interdisziplinären Kolloquiums der Sektion Lateinamerika des Zentralinstituts 06. 9). Vervuert, Frankfurt am Main 1990, ISBN 3-89354-725-8.
- als Herausgeber: Columbus zwischen zwei Welten. Historische und literarische Wertungen aus fünf Jahrhunderten (= Lateinamerika-Studien. Bd. 30, 1–2). 2 Bände. Vervuert, Frankfurt am Main 1992, ISBN 3-89354-730-4.
- als Herausgeber: Cultura italiana e spagnola a confronto. Anni 1918–1939. = Culturas italiana y española frente a frente. Años 1918–1939 (= Erlanger romanistische Dokumente und Arbeiten. Bd. 8). Stauffenburg, Tübingen 1992, ISBN 3-923721-97-8.
- als Herausgeber mit Eberhard Leube und Ludwig Schrader: Romanische Lyrik. Dichtung und Poetik. Walter Pabst zu Ehren. Stauffenburg, Tübingen 1993, ISBN 3-86057-002-1.
- als Herausgeber mit Ottmar Ette: José Martí 1895/1995. Literatura, política, filosofía estética (= Lateinamerika-Studien. Bd. 34 = Referate des interdisziplinären Kolloquiums der Sektion Lateinamerika des Zentralinstituts 06. 10). Vervuert, Frankfurt am Main 1994, ISBN 3-89354-734-7.
- als Herausgeber: Pius IX. und der Kirchenstaat in den Jahren 1860–1870. Ein deutsch-italienisches Kolloquium. = Pio IX e lo stato pontificio degli anni 1860–1870. Un convegno italo-tedesco (= Erlanger Forschungen. Reihe A: Geisteswissenschaften. Bd. 74). Universitäts-Bibliothek Erlangen, Erlangen 1995, ISBN 3-930357-04-6.
- als Herausgeber mit Ottmar Ette: José Enrique Rodó y su tiempo. Cien años de „Ariel“ (= Lateinamerika-Studien. Bd. 42 = Referate des interdisziplinären Kolloquiums der Sektion Lateinamerika des Zentralinstituts 06. 12). Vervuert u. a., Frankfurt am Main u. a. 2000, ISBN 3-89354-742-8.
- als Herausgeber mit Eberhard Späth: Afrika in den europäischen Literaturen zwischen 1860 und 1930 (= Erlanger Forschungen. Reihe A: Geisteswissenschaften. Bd. 89). Universitäts-Bibliothek Erlangen, Erlangen 2000, ISBN 3-930357-39-9.
- als Herausgeber: La responsabilità dell'intellettuale in Europa all'epoca di Leonardo Sciascia. Pommersfelden, 6–9 ottobre 1999. = Die Verantwortung des Intellektuellen in Europa im Zeitalter Leonardo Sciascias (= Erlanger Forschungen. Reihe A: Geisteswissenschaften. Bd. 99). Universitätsbund Erlangen-Nürnberg u. a., Erlangen 2001, ISBN 3-930357-48-8.